# DC Extended Universe
DC Extented Universe er en amerikansk mediefranchise, centreret om en serie film produceret af Warner Brothers, baseret på figurer fra tegneserier, udgivet af DC Comics. Franchisen omfatter desuden både tegneserier og videospil. Den første film i franchisen var Man of Steel, fra 2013.

## Film
| Film                               | Udgivelsesdato    | Instruktør         | Manuskriptforfattere(s)                           | Historie af                                                                       | Producer(e)                                                                             |
| ---------------------------------- | ----------------- | ------------------ | ------------------------------------------------- | --------------------------------------------------------------------------------- | --------------------------------------------------------------------------------------- |
| Man of Steel                       | 14. juni 2013     | Zack Snyder        | David S. Goyer                                    | David S. Goyer & Christopher Nolan                                                | Charles Roven, Christopher Nolan, Emma Thomas, and Deborah Snyder                       |
| Batman v Superman: Dawn of Justice | 25. marts 2016    | Zack Snyder        | Chris Terrio and David S. Goyer                   | Chris Terrio and David S. Goyer                                                   | Charles Roven and Deborah Snyder                                                        |
| Suicide Squad                      | 5. august 2016    | David Ayer         | David Ayer                                        | David Ayer                                                                        | Charles Roven and Richard Suckle                                                        |
| Wonder Woman                       | 2. juni 2017      | Patty Jenkins      | Allan Heinberg                                    | Zack Snyder & Allan Heinberg og Jason Fuchs                                       | Charles Roven, Deborah Snyder, Zack Snyder, and Richard Suckle                          |
| Justice League                     | 17. november 2017 | Zack Snyder        | Chris Terrio og Joss Whedon                       | Chris Terrio & Zack Snyder                                                        | Charles Roven, Deborah Snyder, Jon Berg, and Geoff Johns                                |
| Aquaman                            | 21. december 2018 | James Wan          | David Leslie Johnson-McGoldrick og Will Beall     | Geoff Johns & James Wan and Will Beall                                            | Peter Safran and Rob Cowan                                                              |
| Shazam!                            | 5. april 2019     | David F. Sandberg  | Henry Gayden                                      | Henry Gayden and Darren Lemke                                                     | Peter Safran                                                                            |
| Birds of Prey                      | 7. februar 2020   | Cathy Yan          | Christina Hodson                                  | Christina Hodson                                                                  | Margot Robbie, Bryan Unkeless, and Sue Kroll                                            |
| Wonder Woman 1984                  | 25. december 2020 | Patty Jenkins      | Patty Jenkins & Geoff Johns & Dave Callaham       | Patty Jenkins & Geoff Johns                                                       | Charles Roven, Deborah Snyder, Zack Snyder, Patty Jenkins, Gal Gadot, and Stephen Jones |
| Zack Snyder's Justice League       | 18. marts 2021    | Zack Snyder        | Chris Terrio                                      | Chris Terrio & Zack Snyder and Will Beall                                         | Charles Roven and Deborah Snyder                                                        |
| The Suicide Squad                  | 5. august 2021    | James Gunn         | James Gunn                                        | James Gunn                                                                        | Charles Roven and Peter Safran                                                          |
| Black Adam                         | 21. oktober 2022  | Jaume Collet-Serra | Adam Sztykiel and Rory Haines & Sohrab Noshirvani | Adam Sztykiel and Rory Haines & Sohrab Noshirvani                                 | Beau Flynn, Hiram Garcia, Dwayne Johnson, and Dany Garcia                               |
| Shazam! Fury of the Gods           | 17. marts 2023    | David F. Sandberg  | Henry Gayden and Chris Morgan                     | Henry Gayden and Chris Morgan                                                     | Peter Safran                                                                            |
| The Flash                          | 16. juni 2023     | Andy Muschietti    | Christina Hodson                                  | John Francis Daley & Jonathan Goldstein and Joby Harold                           | Barbara Muschietti and Michael Disco                                                    |
| Blue Beetle                        | 18. august 2023   | Ángel Manuel Soto  | Gareth Dunnet-Alcocer                             | Gareth Dunnet-Alcocer                                                             | John Rickard and Zev Foreman                                                            |
| Aquaman and the Lost Kingdom       | 22. december 2023 | James Wan          | David Leslie Johnson-McGoldrick                   | James Wan & David Leslie Johnson-McGoldrick and Jason Momoa & Thomas Pa'a Sibbett | Peter Safran, James Wan, and Rob Cowan                                                  |